# Taeniorrhiza gabonensis
Taeniorrhiza gabonensis – gatunek roślin z monotypowego rodzaju Taeniorrhiza z rodziny storczykowatych (Orchidaceae). Rośliny występują w tropikalnej Afryce – w Gabonie i Demokratycznej Republice Konga.

## Systematyka
Gatunek sklasyfikowany do podplemienia Angraecinae w plemieniu Vandeae, podrodzina epidendronowe (Epidendroideae), rodzina storczykowate (Orchidaceae), rząd szparagowce (Asparagales) w obrębie roślin jednoliściennych.